# Al Cohn
Al Cohn (ur. 24 listopada 1925 w Nowym Jorku, zm. 15 lutego 1988 w Stroudsburgu w stanie Pensylwania) – amerykański muzyk pochodzenia żydowskiego, saksofonista, aranżer i kompozytor jazzowy. Zajmował się także muzyką rozrywkową.

## Życiorys
W pierwszym okresie kariery występował z klarnecistą Joe Marsalą (1943), saksofonistą Georgiem Auldem, zespołem Boyda Raeburna (1946) oraz orkiestrami Alvino Reya i Buddy’ego Richa (1947). W 1948 zastąpił w The Second Herd Woody’ego Hermana tenorzystę Herbiego Stewarda, jednego ze słynnych „czterech braci” („Four Brothers”), i szybko zyskał renomę zarówno jako instrumentalista, jak aranżer. W tym czasie zaprzyjaźnił się z Simsem, z którym później stale współpracował. U Hermana pracował do 1949, żeby jeszcze w tym samym roku dołączyć do niedługo istniejącej orkiestry bebopowej klarnecisty Artiego Shawa.
W latach 50. dużo występował, ale przede wszystkim pracował w studiach nagraniowych jako sideman,  lider, oraz aranżer. Komponował i orkiestrował muzykę m.in. dla formacji Gerry’ego Mulligana, Quincy’ego Jonesa, Terry’ego Gibbsa, Maynarda Fergusona i Jimmy’ego Rushinga. Od 1956 przez niemal trzydzieści lat grał z przerwami z Simsem we wspólnym zespole Zoot & Al.
Stale współpracował z telewizją. Komponował i aranżował muzykę do wielu programów takich jak „The Andy Williams Show”, „The Pat Boone Chevy Showroom”, „The Steve Allen Show”, „The Ernie Kovacs Show”, „Sid Caesar’s Show of Shows”, „50th Anniversary of CBS”, „Anne Bancroft Show” i „S’Wonderful, S’Marvelous, S’Gershwin”. Aranżowaną przez niego muzykę wykorzystywano także na rozdaniu nagród Tony oraz galach Miss Universe i Miss USA. Ponadto był głównym aranżerem broadwayowskich produkcji: Raisin, Music, Music, Music i opartej na muzyce Duke’a Ellingtona rewii Sophisticated Ladies.
Współpracował z śpiewającymi gwiazdami jazzu i muzyki pop. Aranżował repertuar, występował i nagrywał m.in. z Billie Holiday, Ellą Fitzgerald, Tonym Bennettem, Peggy Lee, Leną Horne, Lindą Ronstadt, Sammym Davisem jr., Teresą Brewer, Betty Carter, Carmen McRae, Susanną McCorkle i Naną Mouskuri. Razem z Simsem i innymi muzykami akompaniował także przedstawicielowi Beat Generation, pisarzowi Jackowi Kerouacowi podczas spotkań autorskich i nagrań.
Jako muzyk – sideman i lider – występował w całych Stanach Zjednoczonych i wielu krajach świata. W czerwcu 1972 jako członek orkiestry Joe Malina akompaniował Elvisowi Presleyowi na koncertach w Madison Square Garden.
Pod koniec życia chorował na raka wątroby. Zmarł w wieku 62. lat.

### Małżeństwa i dzieci
Był dwukrotnie żonaty. Jego pierwszą żoną była poślubiona w 1953 wokalistka jazzowa – Marilyn Moore, z którą często występował. Miał z nią dwoje dzieci – Lisę i Josepha Marka (późniejszego gitarzystę jazzowego). Druga małżonka nosiła imię Flora.

## Muzycy, z którymi nagrywał
Manny Albam, Mose Allison, George Barnes, Art Blakey, Kenny Burrell, Astrud Gilberto, Jimmy Knepper, Mundell Lowe, Gary McFarland, Mark Murphy, Joe Newman, Oscar Pettiford, Lalo Schifrin

## Wybrana dyskografia

### Jako lider lub współlider
- 1955
  - Mr. Music (RCA Victor)
  - The Natural Seven (RCA Victor, 1955)
  - Four Brass One Tenor (RCA Victor)
- 1956
  - Al Cohn’s Tones (Savoy)
  - That Old Feeling (RCA Victor)
  - The Brothers! – Cohn–Perkins–Kamuca (RCA Victor)
  - The Sax Section (Epic)
- 1957
  - From A to... Z – Al Cohn/Zoot Sims Sextet (RCA Victor)
  - Cohn on the Saxophone (Dawn Records)
  - The Al Cohn Quintet Featuring Bobby Brookmeyer (Coral)
  - Tenor Conclave – Hank Mobley–Al Cohn–John Coltrane–Zoot Sims (Prestige)
  - The Four Brothers .... Together Again! (Vik Records)
  - Al and Zoot (Coral)
- 1959 Zoot Sims–Al Cohn–Phil Woods – Jazz Alive! A Night at the Half Note (United Artists Records)
- 1960 The Al Cohn-Zoot Sims Quintet – You ’n’ Me (Mercury)
- 1961
  - Son of Drum Suite (RCA Victor)
  - Either Way – Zoom Sims and Al Cohn (Fred Miles Presents)

### Jako sideman
Z Bobem Brookmeyerem
- 1954 Bob Brookmeyer featuring Al Cohn (Storyville)
- 1957 Brookmeyer (Vik)
- 1959
  - Kansas City Revisited (United Artists)
  - Stretching Out (United Artists)
- 1960 Portrait of the Artist (Atlantic)
- Gloomy Sunday and Other Bright Moments (Verve)

Z Buckem Claytonem
- 1954 How Hi the Fi (Columbia)
- 1955 Jumpin’ at the Woodside (Columbia)

Z Jimmym Giufrrem
1958 The Music Man (Atlantic)
Z Freddiem Greenem
- 1956 Mr. Rhythm (RCA Victor)

Z Urbiem Greenem
- 1956 All About Urbie Green and His Big Band (ABC-Paramount)

Z Colemanem Hawkinsem
- 1956 The Hawk in Hi Fi (RCA Victor, 1956)

Z Woodym Hermanem
- 1962 The Thundering Herds (Columbia) – 3 LP
- 1992 Keeper Of The Flame – Woody Herman and His Big Band (Capitol)

Z Quincym Jonesem
- 1965 Quincy Plays for Pussycats (Mercury)

Z Jackiem Kerouacem
- 1959 Blues and Haikus (Hanover-Signature Record Corporation)

Z Carmen McRae
- 1958 Birds of a Feather (Decca)

Z Gerrym Mulliganem
- 1958 The Gerry Mulligan Songbook (World Pacific)

Zestawienie wg dat wydania płyt

## Uwaga
1. ↑  Four Brothers to standard skomponowany przez Jimmy’ego Giuffrego, a wylansowany przez orkiestrę Woody’ego Hermana, w którym wiodące partie sekcji saksofonów jako pierwsi grali: Zoot Sims, Serge Chaloff, Herbie Steward i Stan Getz („czterej bracia”).